# Renée Garilhe
Renée Germaine Madeleine Garilhe (ur. 15 czerwca 1923 w Paryżu, zm. 6 lipca 1991 tamże) – francuska florecistka, brązowa medalistka olimpijska i wielokrotna medalistka mistrzostw świata.
Na igrzyskach olimpijskich w Londynie w 1948 roku w turnieju indywidualnym odpadła w ćwierćfinałach. Na rozgrywanych cztery lata później igrzyskach olimpijskich w Helsinkach była szósta. Następnie wystąpiła na igrzyskach olimpijskich w Melbourne w 1956 roku, gdzie wywalczyła indywidualnie brązowy medal. W rundzie finałowej wygrała pięć z siedmiu pojedynków i uplasowała się za Gillian Sheen z Wielkiej Brytanii i Rumunką Olgą Orbán. Brała też udział w igrzyskach olimpijskich w Rzymie w 1960 roku, gdzie była piąta w zawodach drużynowych.
Podczas mistrzostw świata w Lizbonie w 1947 roku wspólnie z Jacqueline Baudot, Françoise Gouny, Alice Karren i Louisette Malherbaud zajęła drugie miejsce w turnieju drużynowym. W tej samej konkurencji zdobyła także złote medale na mistrzostwach świata w Monte Carlo (1950) i mistrzostwach świata w Sztokholmie (1951), srebrne na mistrzostwach świata w Kopenhadze (1952), mistrzostwach świata w Brukseli (1953), mistrzostwach świata w Rzymie (1955) i mistrzostwach świata w Londynie (1956) oraz brązowe na mistrzostwach świata w Hadze (1948), mistrzostwach świata w Luksemburgu (1954) i mistrzostwach świata w Filadelfii (1958). Ponadto wywalczyła również trzy medale w turniejach indywidualnych: złoty na MŚ 1950, srebrny na MŚ 1953 (za Włoszką Irene Camber) oraz brązowy na MŚ 1954 (za Dunką Karen Lachmann i Węgierką Iloną Elek).

## Osiągnięcia
Konkurencja: floret
Igrzyska olimpijskie
- indywidualnie (1956)

Mistrzostwa świata
- indywidualnie (1950); drużynowo (1950, 1951)
- indywidualnie (1953); drużynowo (1947, 1952, 1953, 1955, 1956)
- drużynowo (1948, 1949, 1958)